# Lawrence Huculak
Lawrence Daniel Huculak OSBM (ur. 25 stycznia 1951) – duchowny greckokatolicki, od 2006 arcybiskup metropolita Winnipeg.

## Życiorys
Święcenia kapłańskie przyjął 28 sierpnia 1977 w zakonie Bazylianów św. Jozafata. Po święceniach i studiach w Rzymie został wikariuszem parafii w Mundare, a następnie objął urząd jej proboszcza.
16 grudnia 1996 papież Jan Paweł II mianował go eparchą Edmonton. Chirotonii biskupiej udzielił mu 3 kwietnia 1997 ówczesny arcybiskup Winnipeg, Michael Bzdel. Trzy dni później objął rządy w eparchii.
9 stycznia 2006 został mianowany następcą abp. Bzdela na stolicy w Winnipeg. Intronizacja odbyła się 11 lutego 2006.